# Baileyton, Alabama
Baileyton là một thị trấn thuộc quận Cullman, tiểu bang Alabama, Hoa Kỳ. Dân số năm 2009 là 722 người, mật độ đạt 53 người/km².